# Porcellio pityensis
Porcellio pityensis är en kräftdjursart som beskrevs av Albert Vandel1955. Porcellio pityensis ingår i släktet Porcellio och familjen Porcellionidae. Inga underarter finns listade i Catalogue of Life.